# Dia de l'Orgull Autista
El Dia de l'Orgull Autista (en anglès, Autistic Pride Day), originalment una iniciativa d'Aspies For Freedom, és una celebració d'orgull per a autistes celebrada el 18 de juny de cada any. L'orgull autista reconeix la importància de l'orgull per als autistes i el seu paper en la consecució de canvis positius en la societat més àmplia.

## Orgull autista
El 18 de juny cada any, organitzacions del món celebren el Dia de l'Orgull Autista, amb esdeveniments arreu del món, per connectar-se entre ells a través d'esdeveniments relacionats amb l'autisme i demostrar als allistics (persones que no estan dins l'espectre autista) que els autistes són individus únics i que no haurien de ser considerats persones amb un trastorn mental que s'ha de curar.
El primer Dia de l'Orgull Autista va ser celebrat el 2005 per Aspies For Freedom, i ràpidament es va convertir en un esdeveniment global que se celebra àmpliament en línia i al món real. AFF va modelar la celebració inspirant-se en el Dia de l'Orgull Gai. Segons Kabie Brook, el cofundador d'Autism Rights Group Highland (ARGH, Grup dels drets dels autistes de les Terres Altes), «el més important per adonar-se del dia és que es tracta d'un esdeveniment de la comunitat autista: es va originar i encara està dirigit per nosaltres, els mateixos autistes», és a dir, no és un dia perquè altres organitzacions benèfiques o organitzacions es promocionin o frenin a les persones autistes. El símbol d'infinit amb els colors de l'arc de Sant Martí s'utilitza com a símbol d'aquest dia, que representa «diversitat amb infinites variacions i infinites possibilitats».
Durant el Dia de l'Orgull Autista i altres esdeveniments s'exhibeixen banderes que presenten un símbol d'infinit blanc sobre un fons tricolor, o un infinit amb els colors de l'arc de Sant Martí sobre un fons blanc o negre (al Canadà, només s'utilitza l'infinit amb els colors de l'arc de Sant Martí, perquè el símbol de l'infinit blanc s'utilitza a la bandera Métis).
L'orgull autista assenyala que els autistes sempre han estat una part important de la cultura humana. L'autisme és una forma de neurodiversitat. Igual que amb totes les formes de neurodiversitat, la majoria dels desafiaments que afronten els autistes provenen de les actituds d'altres persones sobre l'autisme, i la manca de suports i acomodaments (capacitisme), en lloc de ser essencials per a l'estat autista. Per exemple, segons Gareth Nelson, moltes organitzacions relacionades amb l'autisme promouen sentiments de compassió pels pares, en comptes de fomentar l'enteniment. Els activistes autistes han contribuït a un canvi d'actituds lluny de la noció que l'autisme és una desviació de la norma que s'ha de tractar o curar. Les organitzacions autistes d'autodefensa, que són dirigides per autistes, són una força clau en el moviment d'acceptació autista i orgull autista. La revista New Scientist va publicar un article titulat «Autista i orgullós» en el primer Dia de l'Orgull Autista que es va discutir el tema.

## Temes

Un símbol d'infinit amb els colors de l'arc de Sant Martí simbolitza el trastorn de l'espectre autista i el moviment per la neurodiversitat

- 2005: Acceptació sense curació; l'esdeveniment principal es va celebrar a Brasília (Brasil).
- 2006: Celebra la neurodiversitat; els principals esdeveniments es van celebrar en un campament d'estiu per autistes a Alemanya i al Museu de les Ciències de Melbourne (Austràlia).
- 2007: Parlen els autistes. Ja és hora d'escoltar.
- 2008: Sense tema.
- 2009: Sense tema.
- 2010: Perspectives sense por.
- 2011: Reconeixeu, respecteu, incloeu.
- 2012: Sense tema; el principal esdeveniment es va celebrar a Hertseliyya (Israel).
- 2013: Sense tema; el principal esdeveniment es va celebrar a Jerusalem (Israel).
- 2015: Sense tema; els principals esdeveniments es van celebrar a Londres (Regne Unit) i Haifa (Israel).
- 2016: Sense tema; els principals esdeveniments es van celebrar a Londres (Regne Unit), Manchester (Regne Unit), Ramat HaSharon (Israel), i Nebraska (Estats Units).
- 2017: Sense tema; els principals esdeveniments es van celebrar a Londres (Regne Unit), Manchester (Regne Unit), Reading (Regne Unit), Modiin (Israel), i Nebraska.